# デジタルツーカー
デジタルツーカー（Digital Tu-Ka）は、かつて関東・東海・関西以外の地域で存在した携帯電話事業者グループの一つ。現在のソフトバンク（旧・ソフトバンクモバイル←ボーダフォン←J-PHONE）の前身企業の一つ。

## 概説
携帯電話事業新規参入第二陣として、1994年に参入したデジタルホングループとツーカーホングループ（いずれも当時）が、最初に事業を開始した関東甲信、東海、関西以外の地区へ展開するに当たり、それぞれのグループ単独では、加入者の少なさから健全経営ができなくなることが予想された。そのため、当時の郵政省指導のもと、デジタルホングループの主要出資者である日本テレコム（現・ソフトバンク）と、ツーカーホングループの主要出資者である日産自動車の合同事業で展開を行うことになり、両グループの合弁会社「デジタルツーカー」グループを設立。1996年1月のデジタルツーカー九州の事業開始を皮切りに、両グループの全国ローミングの受け皿になった。
1997年2月、最後に残ったデジタルツーカー四国の事業開始で、両グループは全国で利用できるようになり、全国展開を完了した。
その後、日産の経営悪化で、携帯電話事業など自動車との関連が薄い事業から撤退することになり、1999年8月に、日産が保有していたデジタルツーカー6社の株式を、デジタルホン3社を有する日本テレコムに譲渡。同年10月、デジタルホンとデジタルツーカー各社が「J-フォン」に社名変更し、全国統一ブランドとなった。その際、文字メッセージサービスの「スカイワープ」は「スカイウォーカー」に名称統一された。なお、合弁相手だったツーカー3社については、第二電電（現KDDI）に譲渡された。
CIは東名阪で使われているデジタルホンのDとツーカーのTu-Kaを合わせたものであった。
このため「ツーカー」という言葉が「デジタル」に比して圧倒的に強い印象を持たせ、さらにキャリアショップだった「デジタルツーカーショップ」は「ツーカーショップ」と、店内での説明も「デジタルツーカー」よりは「ツーカー」と略されることが多かった。この流れの影響でデジタルツーカーをツーカーホングループと混同したユーザーや、東名阪エリア内でツーカーにローミングを行う設定となっている端末は、2004年12月31日をもってローミングを打ち切られて、東名阪エリア内で使用できなくなったことも相俟って、旧デジタルツーカー地域では『J-フォンへの移行を以ってツーカーグループが消滅した』と誤解しているユーザーが少なからずいたとされる。
デジタルツーカー当時に販売していた端末は、関東甲信、東海、関西地区でのローミング先キャリアがデジタルホンかツーカーのどちらかに設定されていた。基本的には同一仕様の機種があるキャリアに設定されていたが、北海道契約がデジタルホンローミング、それ以外がツーカーローミングのタイプD4のような機種もあった。関東甲信、東海、関西地区でデジタルホングループにローミングする端末は、後継会社のソフトバンクモバイルがPDC方式の携帯電話サービスを終了した2010年3月まで使用出来た。
デジタルツーカー各社で使われていた交換機は、北海道、北陸、九州はデジタルホン仕様（エリクソン製）、東北、中国、四国はツーカー仕様（NEC製）だった。これが原因で後のステーション導入の際にツーカー交換機エリアはサービス開始が遅れた。また、日産自動車が当時展開していたテレマティクスサービス「コンパスリンク」においても、ツーカー・デジタルツーカーの携帯電話を対応カーナビに接続した場合、ツーカー交換機エリアでしか使用できなかった。
当時の事業地域など詳細内容については、SoftBank (携帯電話)、ツーカーの項で一括して記述する。